# La tirania de la manca d'estructures
La tirania de la manca d'estructures, publicat originalment en anglès com a The Tyranny of Structurelessness és un assaig de la feminista estatunidenca Jo Freeman publicat el 1972 que tracta sobre les relacions de poder dins dels col·lectius feministes radicals. L'assaig, inspirat en les experiències de Freeman en un grup d'alliberament de dones dels anys 60, reflexionava sobre els experiments del moviment feminista per resistir la jerarquia de lideratge i la divisió del treball.
Aquesta manca d'estructura, escriu Freeman, disfressa i amaga un lideratge informal, no reconegut i incomprensible, que es perpetua precisament perquè nega la seva existència. Com a solució, Freeman suggereix formalitzar les jerarquies existents al grup i sotmetre-les al control democràtic.
El 2008 el Community Development Journal va revisar l'article com un "text clàssic", ja que els editors consideraven que havia influït en la pràctica del desenvolupament comunitari. Aquell any, un curs de la John F. Kennedy School of Government va utilitzar el document en un curs sobre lideratge.

## Història
L'assaig es va originar com un discurs pronunciat a la Southern Female Rights Union en una conferència a Beulah, Mississipí, el maig de 1970. Freeman ha afirmat que va ser transcrita l'any 1971 per a la revista feminista Notes from the Third Year (els editors de la qual van decidir no publicar-la) i que es va difondre a diverses publicacions del moviment d'alliberament de les dones, només una de les quals li va demanar permís per publicar-la.
Altres mitjans el van publicar sense demanar permís. Va ser publicat oficialment per primera vegada a la revista The Second Wave el 1972. Agitprop va publicar el fullet d'assaig el 1972. L'Organització d'Anarquistes Revolucionaris, Grup de Leeds, al Regne Unit, també el va distribuir. El 1973 l'autora va publicar diferents versions al Berkeley Journal of Sociology i a la revista Ms. També va ser publicat a Radical Feminism per Anne Koedt, Ellen Levine i Anita Rapone. Les impressions posteriors van incloure la de l'Associació de Treballadors Anarquistes (Kingston Group), i el 1984 en un fulletó anomenat Untying the Knot: Feminism, Anarchism & Organisation publicat conjuntament per Dark Star Press i Rebel Press.

## Crítica
El concepte de l'assaig, com a frase, es va rebre com una crítica el sistema d'organització anarquista. Segons Uri Gordon, sobretot perquè la seva solució —formalitzar la jerarquia existent per a la regulació democràtica— no s'alinea amb l'anarquisme. L'anarcofeminista Cathy Levine no estava d'acord amb la recomanació de Freeman, que Levine considerava patriarcal i regressiva. L'anarquista Jason McQuinn va escriure que les organitzacions amb estructures formals ho fan de la mateixa manera, o pitjor. Altres anarquistes han citat l'assaig en la seva preferència per les federacions formals en lloc de les xarxes distribuïdes. Howard J. Ehrlich va parlar de l'impacte negatiu de l'article sobre l'organització anarquista a Reinventing Anarchy, Again.
L'assaig reflexiona sobre els experiments del moviment feminista en resistir la idea de líders i fins i tot descartar qualsevol estructura o divisió del treball. No obstant això, com va escriure Hilary Wainwright a la revista Z, Freeman va descriure com "aquesta aparent manca d'estructura sovint ocultava una direcció informal, no reconeguda i irresponsable que era encara més perniciosa perquè es negava la seva pròpia existència". Com a solució, Freeman suggereix formalitzar les jerarquies existents al grup sotmetent-les a control democràtic.